# Песоа, Эпитасиу
Эпита́сиу Линдо́лфу да Си́лва Песо́а (порт. Epitácio Lindolfo da Silva Pessoa; 23 мая 1865, Умбузейру, Параиба — 13 февраля 1942, Петрополис, Рио-де-Жанейро) — бразильский государственный деятель, адвокат и прокурор, одиннадцатый президент Бразилии (1919—1922).

## Биография

### Ранняя карьера
Эпитасиу Песоа родился в городе Умбузейру, штат Параиба в 1865 году. В 1873 году его родители умерли от оспы, после чего воспитанием Эпитасиу занимался его дядя по материнской линии Энрики ди Лусена, губернатор Пернамбуку.
В 1886 году Песоа окончил юридический факультет университета Ресифи. Работал преподавателем университета. В 1890—1891 годах заседал в Конституционной ассамблее Бразилии. После вступления на пост президента Флориану Пейшоту Песоа временно ушёл из политики, жил в Европе. В 1898 году занял место министра юстиции в правительстве Кампуса Салиса. В 1902—1905 годах работал генеральным прокурором Бразилии.
В 1919 году Песоа возглавлял бразильскую делегацию на международной конференции по послевоенному мирному урегулированию в Париже. Именно там он был извещён о том, что выдвинут в кандидатом в президенты на внеочередных президентских выборах, а затем и о том, что победил и стал президентом Бразилии.

### На посту президента

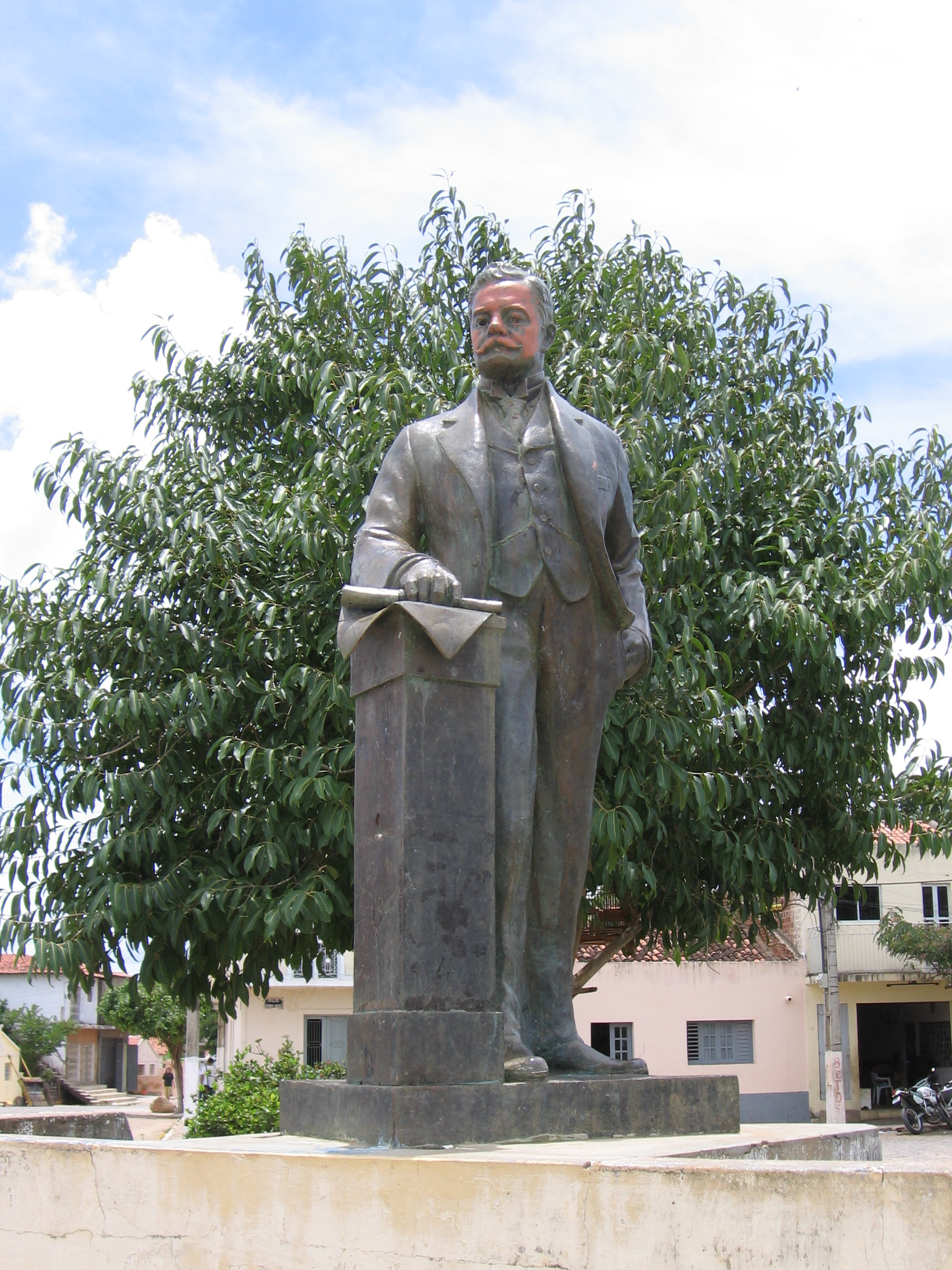
Памятник Эпитасиу Песоа

Будучи выходцем с северо-востока Бразилии, став президентом, Песоа инвестировал много средств в развитие этого засушливого региона. В частности, при нём была начата программа строительства водохранилищ и развития гидроэлектроэнергетических ресурсов в штатах Параиба, Риу-Гранди-ду-Норти и Сеара.
Песоа вёл жёсткую внутреннюю политику: назначал гражданских лиц на должности в правительстве, которые традиционно занимали военные, а в 1921 году принял «Закон о подавлении анархизма». В том же году небелым игрокам запретили выступать в сборной Бразилии по футболу.
Песоа поддерживал национальное предпринимательство, но в то же время проводил активную социальную политику: при нём были заложены основы трудового законодательства. Хорошо известна фраза Песоа: «Рабочим вопросом должна заниматься не только полиция». Также в годы его правления была модернизирована армия, национализирован рыболовный промысел и начата всеобщая перепись населения.
Много разноплановых событий произошло в 1922 году, который был последним годом правления Песоа. Среди них Неделя современного искусства в Сан-Паулу (это событие считается отправным моментом формирования многих направлений бразильского национального искусства, которое начало освобождаться от доминирующего влияния европейских течений). В этом же году Бразилия праздновала 100-летний юбилей своей независимости. Была организована большая Международная выставка, которую посетил президент Португалии Антониу Жозе ди Алмейда. В отношении бывшей бразильской королевской семьи Песоа сделал жест примирения, отменив закон об изгнании. Также в этом году была образована Бразильская коммунистическая партия.